# Афанасий Высоцкий Младший
Афанасий Высоцкий (младший) (мирское имя Аммос; до 1352 — 1395) — преподобный Русской церкви. Ученик первого игумена Серпуховского Высоцкого монастыря преподобного Афанасия Высоцкого (старшего). Второй игумен монастыря. Память в один день с его учителем 12 (25) сентября, также в Соборе Радонежских, Московских и Ростовских святых.

## Биография
О преподобном Афанасии Младшем известно ещё меньше чем о его соимённом учителе. Его обошли вниманием летописи. Позднее, написанное в конце XVII века «Слово о житии преподобного отца нашего Афанасия Высоцкого…, и о ученике его Афанасии же, игумене того же монастыря…» не пользуется доверием надёжного источника, так как содержит явно недостоверные сведения. Однако монастырское предание сообщает некоторые сведения о житии святого. Согласно преданию, родом он был из Ярославля, а в миру носил имя Аммос. Родителей святого звали Илларион и Анна. Так как игуменом монастыря он стал в 1382 году, то можно предположить, что родился он до 1352 года. Если следовать «Слову», то в Высоцкий монастырь Аммос пришёл в 1374 году, то есть вскоре после его основания. Постриг принял в 1379 году.
После того как в 1382 году Афанасий Старший оставил монастырь и вместе с изгнанным из Москвы митрополитом Киприаном уехал в Киев, а затем в Константинополь, место игумена занял Афанасий Младший, возведённый в сан иеромонаха.

## Кончина и почитание преподобного Афанасия
Скончался преподобный Афанасий 12 [20] сентября 1395 года, как сообщает «Слово», в старости и после продолжительной болезни: «Изнеможение старческое и скорбь телесе постиже его, в нейже неколико времене болезнуя».
По завещанию преподобного он был похоронен под лестницей монастырского храма. Позже лестница была разобрана и на том месте построена часовня. В 1697 году матерью Петра I Натальей Нарышкиной на месте часовни был построен храм, освящённый во имя Афанасия Афонского. В этом же году иеромонахом Чудова монастыря Карионом (Истоминым) было написано житие Высоцким преподобным.
24 сентября 1994 года были обретены мощи преподобного.
Когда было установлено почитание святого — неизвестно. Очевидно, почитался он местно. Определением Архиерейского собора 2005 года преподобный Афанасий Высоцкий был причислен к лику святых для общецерковного почмтания.
День кончины преподобного Афанасия Младшего стал общим днём для поминовения и его, и его учителя. Кроме того, преподобные почитаются в Соборах Радонежских и Московских святых. Афанасий Младший почитается также в Соборе Ростовских святых.